# Myrcia sporadosticta
Myrcia sporadosticta är en myrtenväxtart som beskrevs av Hjalmar Frederik Christian Kiaerskov. Myrcia sporadosticta ingår i släktet Myrcia och familjen myrtenväxter. Inga underarter finns listade i Catalogue of Life.